# Güterliste
Güterlisten sind internationale oder nationale Verzeichnisse von Waren, Rüstungsgütern und Technologien, deren Export durch internationale oder nationale Vorgaben eingeschränkt ist und einer staatlichen Genehmigung bedarf. Wichtige Güterlisten für die Exportkontrolle sind in der nachfolgenden Tabelle aufgeführt.
Tabelle: Güterlisten in der Exportkontrolle
| Land        | Liste                                                               | Rechtliche Grundlage | Bemerkungen |
| ----------- | ------------------------------------------------------------------- | --- | --- |
| Europa      | Anhang I                                                            | EG-Dual-Use-Verordnung | Anhang I setzt die international vereinbarten Kontrollen für Dual-Use-Güter – einschließlich des Wassenaar Arrangement, des Missile Technology Control Regime (MTCR), der Nuclear Suppliers Group (NSG), der Australischen Gruppe und des Chemiewaffenübereinkommens (CWÜ)- um                                                                          |
| Deutschland | Ausfuhrliste                                                        | Außenwirtschaftsgesetz (AWG), Außenwirtschaftsverordnung (AWV) | Auf Grundlage des AWG enthält die AWV konkrete Verbote und Genehmigungspflichten. Die Bestimmungen ermöglichen insbesondere eine Kontrolle des Exports von Waffen und Rüstungsgütern |
| Schweiz     | Anhänge 1 und 2 GKV                                                 | Verordnung vom 25. Juni 1997 über die Aus-, Ein- und Durchfuhr zivil und militärisch verwendbarer Güter sowie besonderer militärischer Güter (Güterkontrollverordnung, GKV) | Liste dient zur Umsetzung der international vereinbarten Kontrollen für Dual-Use-Güter – einschließlich des Wassenaar Arrangement, des Missile Technology Control Regime (MTCR), der Nuclear Suppliers Group (NSG), der Australischen Gruppe und des Chemiewaffenübereinkommens (CWÜ); besondere militärische Güter sind im Anhang 3 zur GKV aufgeführt |
| Österreich  | Liste der gemäß § 4 Abs. 2 AußHG 2005 bewilligungspflichtigen Güter | Außenhandelsgesetz (AußHG), Außenhandelsverordnung (AußHV) | Kontrolle der Ausfuhr von Militärgütern aus dem Wassenaar-Abkommen über die Außenhandelsverordnung 200x |